# Нітрени

Структура нітренової групи (nitrene group)

Нітрени (англ. nitrenes, [aminylenes, azenes, imenes]) —
1. Нейтральні сполуки з одновалентним секстетним атомом азоту HN: та похідні (R–N:). Можуть існувати в синглетному електронному стані (чотири спін-спарених електрони на двох орбіталях і незаповнена орбіталь) або в триплетному (два спін-спарених електрони на одній орбіталі та два з паралельними спінами на двох інших орбіталях). Виступають як проміжні високореактивні хімічні частинки. Пр., метилнітрен CH3N:
2. До 1960 р. термін нітрени мав інше значення — під ним розуміли нітрони, в яких подвійно зв'язаний атом О замінено на подвійно зв'язаний С, тб. азометиніліди.